# Elektromotorische kracht
De elektromotorische kracht EMK is de historisch gegroeide, verouderde naam voor de oorsprong- of bronspanning van een galvanisch element. Ook de theoretische waarde in onbelaste toestand van de inductiespanning bij elektromotoren en generatoren of algemeen iedere bron van elektrische energie. In de praktijk wordt bronspanning of open klemspanning gezegd. Deze laatste term, die klemspanning in onbelaste toestand betekent, kan verwarrend werken, aangezien klemspanning in het algemeen de spanning onder belasting is. De eenheid van spanning is volt.
In het geval van elektrische (potentiële) energie geeft dit potentiaalverschil (de elektrische energie per lading) aanleiding tot een elektrische spanning. Als er een eindige weerstand tussen de twee punten bestaat, als er bijvoorbeeld een stroomdraad tussen zit, zal er een elektrische stroom gaan lopen tussen de punten. 
Er wordt vooral in de natuurkunde over de elektromotorische kracht gesproken, in de scheikunde, waar met galvanische of elektrochemische elementen wordt gewerkt, spreekt men vaak over celspanning.

## Geschiedenis
De Italiaan Alessandro Volta (1745–1827), de uitvinder van de zuil van Volta heeft elektromotorische kracht bedacht. Hij gebruikte het woord kracht om aan te duiden dat er een "onzichtbare mechanische kracht" aanwezig is die de elektrische stroom doet vloeien, doet bewegen.

## Opwekking

Galvanisch element

De elektromotorische kracht kan op verschillende manieren opgewekt worden:
- Fotovoltaïsch: met een fotovoltaïsche cel, zoals een zonnepaneel.
- Elektrochemisch: met een  galvanisch element
- Thermo-elektrisch: door een temperatuurverschil tussen twee verbindingen van verschillende metalen of legeringen. Dit seebeck-effect - in 1821 ontdekt door Thomas Seebeck - wordt toegepast bij onder andere thermokoppels.
- Elektromagnetisch: met generatoren. Omdat bij elektromotoren deze elektromagnetisch opgewekte spanning tegengesteld is aan de aangelegde klemspanning wordt soms tegen-EMK gezegd.

## Tegen-EMK
Bij een draaiende elektromotor doorsnijden de geleiders in het anker de krachtlijnen van het magnetisch veld. Hierdoor wordt in de ankergeleiders een elektromotorische kracht: de inductiespanning, opgewekt, een draaiende elektromotor werkt als dynamo. Omdat de richting van deze geïnduceerde EMK tegengesteld is aan de aangelegde klemspanning wordt deze de tegen-EMK of tegenspanning genoemd.
Hoe sneller een elektromotor draait, hoe groter de tegenspanning zal worden. Bij een onbelaste motor zal het toerental net zolang toenemen totdat de tegen-EMK gelijk is aan de klemspanning.
Uiteraard zal deze tegen-EMK de klemspanning nooit exact halen aangezien elk systeem verliezen heeft. Daarom trekt een onbelast draaiende motor weinig stroom uit het net, maar van het moment dat de motor belast wordt daalt de tegen-EMK en zal de motor meer stroom uit het net vragen.